# Lista uczestników Arctic Race of Norway 2015
Lista uczestników Arctic Race of Norway 2015.

## Legenda
| Legenda | Legenda                                    |
| ------- | ------------------------------------------ |
|         | Zwycięzca klasyfikacji generalnej          |
|         | Zwycięzca klasyfikacji górskiej            |
|         | Zwycięzca klasyfikacji punktowej           |
|         | Zwycięzca klasyfikacji młodzieżowej        |
| DNS     | Zawodnik nie wystartował do etapu          |
| DNF     | Zawodnik nie ukończył etapu                |
| DSQ     | Zawodnik został zdyskwalifikowany          |
| HD      | Zawodnik przekroczył limit czasu na etapie |

## Drużyny
| # | Kolarz             | Wiek | Poz. |
| - | ------------------ | ---- | ---- |
| 1 | Alexander Kristoff | 28   | 25   |
| 2 | Sven Erik Byström  | 23   | 15   |
| 3 | Marco Haller       | 24   | 65   |
| 4 | Siergiej Łagutin   | 34   | 47   |
| 5 | Ilnur Zakarin      | 25   | 3    |

| #  | Kolarz                      | Wiek | Poz.  |
| -- | --------------------------- | ---- | ----- |
| 11 | Edvald Boasson Hagen        | 28   | 4     |
| 12 | Theo Bos                    | 31   | DNF-2 |
| 13 | Gerald Ciolek               | 28   | 56    |
| 14 | Reinardt Janse van Rensburg | 26   | DNF-2 |
| 15 | Jayde Julius                | 21   | DNF-4 |
| 16 | Louis Meintjes              | 23   | 24    |

| #  | Kolarz             | Wiek | Poz. |
| -- | ------------------ | ---- | ---- |
| 21 | Mathias Frank      | 28   | 5    |
| 22 | Stef Clement       | 32   | 29   |
| 23 | Martin Elmiger     | 36   | 38   |
| 24 | Sondre Holst Enger | 21   | 57   |
| 25 | Pirmin Lang        | 30   | 83   |
| 26 | Marcel Wyss        | 29   | 10   |

| #  | Kolarz              | Wiek | Poz. |
| -- | ------------------- | ---- | ---- |
| 31 | Paul Voss           | 29   | 20   |
| 32 | Shane Archbold      | 26   | 90   |
| 33 | Sam Bennett         | 24   | 74   |
| 34 | Zakkari Dempster    | 27   | 85   |
| 35 | Ralf Matzka         | 25   | 51   |
| 36 | Michael Schwarzmann | 24   | 79   |

| #  | Kolarz             | Wiek | Poz.  |
| -- | ------------------ | ---- | ----- |
| 41 | Ben Hermans        | 29   | 9     |
| 42 | Tom Bohli          | 21   | DNF-4 |
| 43 | Silvan Dillier     | 25   | 2     |
| 44 | Campbell Flakemore | 23   | DNF-4 |
| 45 | Floris Gerts       | 23   | 37    |
| 46 | Dylan Teuns        | 23   | 14    |

| #  | Kolarz             | Wiek | Poz.  |
| -- | ------------------ | ---- | ----- |
| 51 | Bryan Coquard      | 23   | 62    |
| 52 | Thomas Boudat      | 21   | 88    |
| 53 | Tony Hurel         | 27   | 61    |
| 54 | Perrig Quemeneur   | 31   | DNF-4 |
| 55 | Guillaume Thevenot | 21   | DNF-3 |
| 56 | Angelo Tulik       | 24   | DNF-4 |

| #  | Kolarz           | Wiek | Poz. |
| -- | ---------------- | ---- | ---- |
| 61 | Rein Taaramäe    | 28   | 1    |
| 62 | Maxat Ajazbajew  | 23   | 96   |
| 63 | Daniił Fominykh  | 23   | 39   |
| 64 | Arman Kamyszew   | 24   | 49   |
| 65 | Tanel Kangert    | 28   | 17   |
| 66 | Davide Malacarne | 28   | 32   |

| #  | Kolarz               | Wiek | Poz.  |
| -- | -------------------- | ---- | ----- |
| 71 | Jean-Marc Bideau     | 31   | 52    |
| 72 | Maxime Cam           | 23   | DNF-4 |
| 73 | Jonathan Hivert      | 30   | 18    |
| 74 | Jauhienij Hutarowicz | 31   | 75    |
| 75 | Benoit Jarrier       | 26   | 40    |
| 76 | Daniel McLay         | 23   | DNF-4 |

| #  | Kolarz         | Wiek | Poz.  |
| -- | -------------- | ---- | ----- |
| 81 | Michael Mørkøv | 30   | 64    |
| 82 | Michael Gogl   | 21   | 30    |
| 83 | Michal Kolář   | 22   | DNF-4 |
| 84 | Juraj Sagan    | 26   | 67    |
| 85 | Antwan Tolhoek | 21   | 12    |

| #  | Kolarz            | Wiek | Poz.  |
| -- | ----------------- | ---- | ----- |
| 91 | Davide Cimolai    | 26   | 77    |
| 92 | Niccolò Bonifazio | 21   | 33    |
| 93 | Mário Costa       | 29   | DNF-4 |
| 94 | Tsgabu Grmay      | 24   | 41    |
| 95 | Illa Kaszawy      | 24   | 16    |
| 96 | Jose Serpa        | 36   | 28    |

| #   | Kolarz             | Wiek | Poz. |
| --- | ------------------ | ---- | ---- |
| 101 | Thierry Hupond     | 30   | 34   |
| 102 | Carter Jones       | 26   | 93   |
| 103 | Fredrik Ludvigsson | 21   | 22   |
| 104 | Ramon Sinkeldam    | 26   | 68   |
| 105 | Lars van der Haar  | 24   | 35   |
| 106 | Max Walscheid      | 22   | 66   |

| #   | Kolarz             | Wiek | Poz.  |
| --- | ------------------ | ---- | ----- |
| 111 | Jarl Salomein      | 26   | 50    |
| 112 | Amaury Capiot      | 22   | 48    |
| 113 | Tim Declercq       | 26   | 26    |
| 114 | Bert Van Lerberghe | 22   | DNF-4 |
| 115 | Otto Vergaerde     | 21   | DNF-4 |
| 116 | Jens Wallays       | 22   | DNF-4 |

| #   | Kolarz              | Wiek | Poz.  |
| --- | ------------------- | ---- | ----- |
| 121 | Jonas Ahlstrand     | 25   | DNF-4 |
| 122 | Rayane Bouhanni     | 19   | 71    |
| 123 | Gert Jõeäär         | 28   | 76    |
| 124 | Adrien Petit        | 24   | DNF-4 |
| 125 | Anthony Turgis      | 21   | 8     |
| 126 | Michael van Staeyen | 27   | 58    |

| #   | Kolarz            | Wiek | Poz. |
| --- | ----------------- | ---- | ---- |
| 131 | Linus Gerdemann   | 32   | 54   |
| 132 | Russell Downing   | 37   | 72   |
| 133 | Rasmus Guldhammer | 26   | 7    |
| 134 | Alex Kirsch       | 23   | 86   |
| 135 | Christian Mager   | 23   | 53   |
| 136 | Fabian Wegmann    | 35   | 44   |

| #   | Kolarz             | Wiek | Poz.  |
| --- | ------------------ | ---- | ----- |
| 141 | Andreas Vangstad   | 23   | 42    |
| 142 | Kristian Aasvold   | 20   | 73    |
| 143 | Herman Dahl        | 21   | 91    |
| 144 | Andreas Erland     | 23   | DNF-4 |
| 145 | Carl Fredrik Hagen | 23   | 21    |
| 146 | Fridtjof Røinås    | 21   | 92    |

| #   | Kolarz               | Wiek | Poz. |
| --- | -------------------- | ---- | ---- |
| 151 | Audun Brekke Fløtten | 25   | 45   |
| 152 | Ole Forfang          | 20   | 59   |
| 153 | Njål Kleiven         | 21   | 23   |
| 154 | Max Emil Kørner      | 24   | 80   |
| 155 | Øivind Lukkedahl     | 21   | 27   |
| 156 | Torstein Traeen      | 20   | 95   |

| #   | Kolarz             | Wiek | Poz.  |
| --- | ------------------ | ---- | ----- |
| 161 | Daniele Ratto      | 25   | 55    |
| 162 | Alessandro Bazzana | 31   | 43    |
| 163 | Robert Förster     | 37   | DNF-4 |
| 164 | Davide Frattini    | 37   | 60    |
| 165 | Ken Hanson         | 33   | DNF-4 |
| 166 | Federico Zurlo     | 21   | 36    |

| #   | Kolarz               | Wiek | Poz.  |
| --- | -------------------- | ---- | ----- |
| 171 | Filip Eidsheim       | 25   | DNF-4 |
| 172 | Ole Andre Austevoll  | 21   | 94    |
| 173 | Adrian Gjolberg      | 26   | 82    |
| 174 | Marius Andre Hafsäs  | 24   | 99    |
| 175 | Sindre Eid Hermansen | 21   | 100   |
| 176 | Even Rege            | 21   | DNF-4 |

| #   | Kolarz                  | Wiek | Poz.  |
| --- | ----------------------- | ---- | ----- |
| 181 | Vegard Stake Laengen    | 26   | 11    |
| 182 | Reidar Bohlin Borgersen | 35   | 70    |
| 183 | Odd Christian Eiking    | 20   | 6     |
| 184 | Amund Grondahl          | 21   | DNF-4 |
| 185 | Bjørn Tore Hoem         | 24   | DNF-4 |
| 186 | Edvin Wilson            | 26   | DNF-4 |

| #   | Kolarz               | Wiek | Poz. |
| --- | -------------------- | ---- | ---- |
| 191 | August Jensen        | 24   | 31   |
| 192 | Haavard Blikra       | 23   | 78   |
| 193 | Fredrik Strand Galta | 22   | 19   |
| 194 | Krister Hagen        | 26   | 63   |
| 195 | Markus Hoelgaard     | 20   | 13   |
| 196 | Oscar Landa          | 22   | 84   |

| #   | Kolarz                     | Wiek | Poz.  |
| --- | -------------------------- | ---- | ----- |
| 201 | Anders Kristoffersen       | 22   | 69    |
| 202 | Oddbjorn Klomsten Andersen | 24   | 81    |
| 203 | Jon Soeveras Breivold      | 20   | 87    |
| 204 | Henrik Evensen             | 20   | 97    |
| 205 | Anders Roe                 | 21   | DNF-1 |
| 206 | Halvor Tandrevold          | 23   | DNF-2 |

| #   | Kolarz               | Wiek | Poz.  |
| --- | -------------------- | ---- | ----- |
| 211 | Andrea Peron         | 26   | 46    |
| 212 | Stephen Clancy       | 23   | 98    |
| 213 | Gerd De Keijzer      | 21   | DNF-1 |
| 214 | James Glasspool      | 24   | 101   |
| 215 | Joonas Henttala      | 23   | DNF-4 |
| 216 | Christopher Williams | 33   | 89    |